# Magnus Knigge
Magnus Knigge (* 25. September 1974 in Schwäbisch Hall; auch Magnus Freiherr von Knigge) ist ein ehemaliger deutscher Bobsportler (Anschieber).

## Leben
Knigge besuchte das Staatliche Landschulheim Marquartstein. 1995 machte er das Abitur, aber nicht am Landschulheim.
Bereits während der Schulzeit kam er 1993 zum Bobsport. Er startete für den BSR Rennsteig Oberhof, nach seiner Schulzeit dann als Sportsoldat. Er war Anschieber in den Bobs von verschiedenen Piloten, unter anderem von Matthias Höpfner, André Lange und auch Wolfgang Hoppe. 
Juniorenweltmeister im Viererbob war er 1998 mit André Lange, Silber bei den Juniorenweltmeisterschaften gewann er 1996 im Viererbob mit André Lange und 1999 im Viererbob mit Matthias Höpfner. Sein größter Erfolg im Seniorenbereich war der vierte Platz beim Weltcup-Rennen in Cortina d’Ampezzo und der fünfte Platz in Winterberg 1997 im Viererbob von Hoppe.
Im Sommer 2000 beendete er seine aktive Bobkarriere.
Nach Stationen bei der NORD/LB und der Niedersachsen Invest GmbH ist er heute kaufmännischer Geschäftsführer der Niedersächsischen Landgesellschaft mbH (NLG).